# Łastowce
Łastowce (lit. Lastaučikai) − wieś na Litwie, w okręgu wileńskim, w rejonie solecznickim, w gminie Paszki, 1 km na południowy zachód od Paszek, zamieszkana przez 35 ludzi. 

## Historia
W czasach zaborów wieś włościańska w gminie Dziewieniszki, w powiecie oszmiańskim, w guberni wileńskiej Imperium Rosyjskiego. W 1866 roku liczyła 61 mieszkańców w 6 domach. Pod koniec XIX wieku zamieszkiwało wieś 70 osób.
W latach 1921–1945 wieś leżała w Polsce, w województwie wileńskim, w powiecie oszmiańskim, w gminie Dziewieniszki.
W 1931 w 15 domach zamieszkiwało 70 osób.
Wierni należeli do parafii rzymskokatolickiej w Dziewieniszkach. Miejscowość podlegała pod Sąd Grodzki w Holszanach i Okręgowy w Wilnie; właściwy urząd pocztowy mieścił się w Dziewieniszkach.